# Alain Giresse
Alain Giresse (Langoiran, 2 agosto 1952) è un allenatore di calcio ed ex calciatore francese, di ruolo centrocampista.

## Biografia
È padre dell'ex calciatore Thibault Giresse.

## Carriera

### Giocatore

#### Club

Alain Giresse e Michel Platini durante la semifinale d'andata della Coppa dei Campioni 1984-85 a Torino tra e

Cresciuto nel Bordeaux, con i girondini giocò per sedici stagioni vincendo due titoli di Division 1, nel 1983-1984 e 1984-1985, e l'accoppiata Coppa di Francia-Supercoppa di Francia nell'annata 1985-1986, oltre a raggiungere nel 1985 la semifinale di Coppa dei Campioni. Nel 1986 passò all'Olympique Marsiglia, dove fu uno dei primi acquisti del presidente Bernard Tapie, disputando due stagioni prima del ritiro.

#### Nazionale
Con la Nazionale francese ha debuttato il 7 settembre 1974 in amichevole contro la Polonia. Con i Bleus vinse il campionato d'Europa 1984 e raggiunse per due volte le semifinali della Coppa del Mondo, nel 1982 e nel 1986. Considerato fra i maggiori talenti transalpini della sua generazione, nel corso della carriera venne insignito per tre volte (1982, 1983 e 1987) del premio di Calciatore francese dell'anno assegnato dalla rivista France Football.
Conta complessivamente 47 presenze e 6 reti con la Francia, e 4 di queste le ha realizzate in competizioni: tre ai Mondiali dell'82 (ha segnato una doppietta nel 4-1 all'Irlanda del Nord, e un goal nella celeberrima semifinale persa ai rigori contro la Germania, finita 3-3 dopo i supplementari) e una nei vittoriosi Europei dell'84 (nel 5-0 contro il Belgio).

### Allenatore
Iniziò ad allenare nel 1995, quando fu ingaggiato dal Tolosa, sulla cui panchina rimase per il successivo triennio. Dopo una stagione al Paris Saint-Germain con cui conquistò, nel 1998, la Supercoppa di Francia, nell'annata 1999-2000 tornò a Tolosa. Dal 2001 al 2003 fu poi alla guida della squadra africana del FAR Rabat, trionfando nell'ultimo anno nella Coppa del Marocco.
Dal 2004 al 2005 fu il commissario tecnico della Georgia, cui seguì dal 2006 al 2010 la panchina del Gabon. In seguito, fino al 2012 allenò una prima volta il Mali, con cui concluse la Coppa d'Africa 2012 al terzo posto. Il 9 gennaio 2013 accettò l'incarico di CT del Senegal, con il quale mancò la qualificazione al campionato del mondo 2014. Il 18 marzo 2015 tornò sulla panchina del Mali, con cui chiuse la Coppa d'Africa 2017 con l'eliminazione dopo la fase a gironi. Lasciò la panchina maliana nel settembre 2017 e nel dicembre dell'anno successivo fu nominato CT della Tunisia. Dopo essere arrivato quarto in Coppa d'Africa, viene esonerato il 22 agosto 2019.
Il 23 febbraio 2022, dopo due anni e mezzo dall'ultima panchina, torna ad allenare, diventando il nuovo tecnico della nazionale kosovara, che - dopo un inizio non brillante delle qualificazioni ad Euro 2024, lo licenzia il 21 giugno 2023.

## Palmarès

### Giocatore

#### Club
- Campionato francese: 2

Bordeaux: 1983-1984, 1984-1985
- Coppa di Francia: 1

Bordeaux: 1985-1986
- Supercoppa francese: 1

Bordeaux: 1986

#### Nazionale
- Campionato d'Europa: 1

Francia: 1984

#### Individuale
- Calciatore francese dell'anno: 3

1982, 1983, 1987

### Allenatore
- Supercoppa francese: 1

Paris Saint-Germain: 1998
- Coppa del Marocco: 1

FAR Rabat: 2003